# L'Albenc
L'Albenc [lalbɛ̃k] est une commune française située dans le département de l'Isère, en région Auvergne-Rhône-Alpes.
Rattachée autrefois à la province royale du Dauphiné, la commune est adhérente à la communauté de communes de Saint-Marcellin Vercors Isère Communauté depuis la création de cette dernière, le 1er janvier 2017.
Relevant du patrimoine de la commune, le château de l'Albe (ou de l'Alba) est un monument répertorié à l'inventaire des monuments historiques de France. Ses habitants sont appelés les Albinois.

## Géographie

### Localisation
Le territoire communal, traversé par l'Isère, se situe à vol d'oiseau à 25 kilomètres à l'ouest de Grenoble, à 20 kilomètres au sud-ouest de Voiron et à 35 kilomètres au nord-est de Romans-sur-Isère dans la basse vallée du Grésivaudan. Elle est rattachée à l'intercommunalité de Saint-Marcellin Vercors Isère Communauté.

### Communes limitrophes
| Notre-Dame-de-l'Osier | Chantesse | Poliénas      |
| Vinay                 | L'Albenc  | La Rivière    |
|                       | Rovon     | Saint-Gervais |

### Relief et géologie
D'un point de vue altimétrique le village possède une amplitude de 267 mètres, le point le plus haut sur la commune se situe à 437 mètres dominant les hameaux de Chapuisière et de la Pierre Brune. Le point le plus bas se situe sur les berges de l'Isère à 170 mètres d'altitude. Les principaux reliefs de ce village sont le Malan (373 mètres) juste au sud du Bourg, le mont Larron (384 mètres) et la Côte Belle culminant à 437 mètres.

### Hydrographie
L'Isère, un des principaux affluents du Rhône, en sa rive gauche, coupe le territoire de la commune en deux parties inégales (la plus grande partie dont le bourg et les principaux hameaux sont situés sur la rive droite). Plusieurs ruisseaux se jettent dans la rivière, sur sa rive droite s'écoulent, la Lèze et le fossé des Mortes, sur sa rive gauche, le Versoud (en limite de la commune de La Rivière).

### Climat
Pour des articles plus généraux, voir Climat d'Auvergne-Rhône-Alpes et Climat de l'Isère.
En 2010, le climat de la commune est de type climat océanique altéré, selon une étude du Centre national de la recherche scientifique s'appuyant sur une série de données couvrant la période 1971-2000. En 2020, Météo-France publie une typologie des climats de la France métropolitaine dans laquelle la commune est exposée à un climat de montagne ou de marges de montagne et est dans la région climatique Alpes du nord, caractérisée par une pluviométrie annuelle de 1 200 à 1 500 mm, irrégulièrement répartie en été.
Pour la période 1971-2000, la température annuelle moyenne est de 11,7 °C, avec une amplitude thermique annuelle de 18,4 °C. Le cumul annuel moyen de précipitations est de 1 041 mm, avec 9,8 jours de précipitations en janvier et 6,5 jours en juillet. Pour la période 1991-2020, la température moyenne annuelle observée sur la station météorologique de Météo-France la plus proche, « Grenoble-Saint-Geoirs », sur la commune de Saint-Étienne-de-Saint-Geoirs à 14 km à vol d'oiseau, est de 11,5 °C et le cumul annuel moyen de précipitations est de 915,1 mm,. Pour l'avenir, les paramètres climatiques de la commune estimés pour 2050 selon différents scénarios d'émission de gaz à effet de serre sont consultables sur un site dédié publié par Météo-France en novembre 2022.

### Voies de communications et transports

#### Voies routières

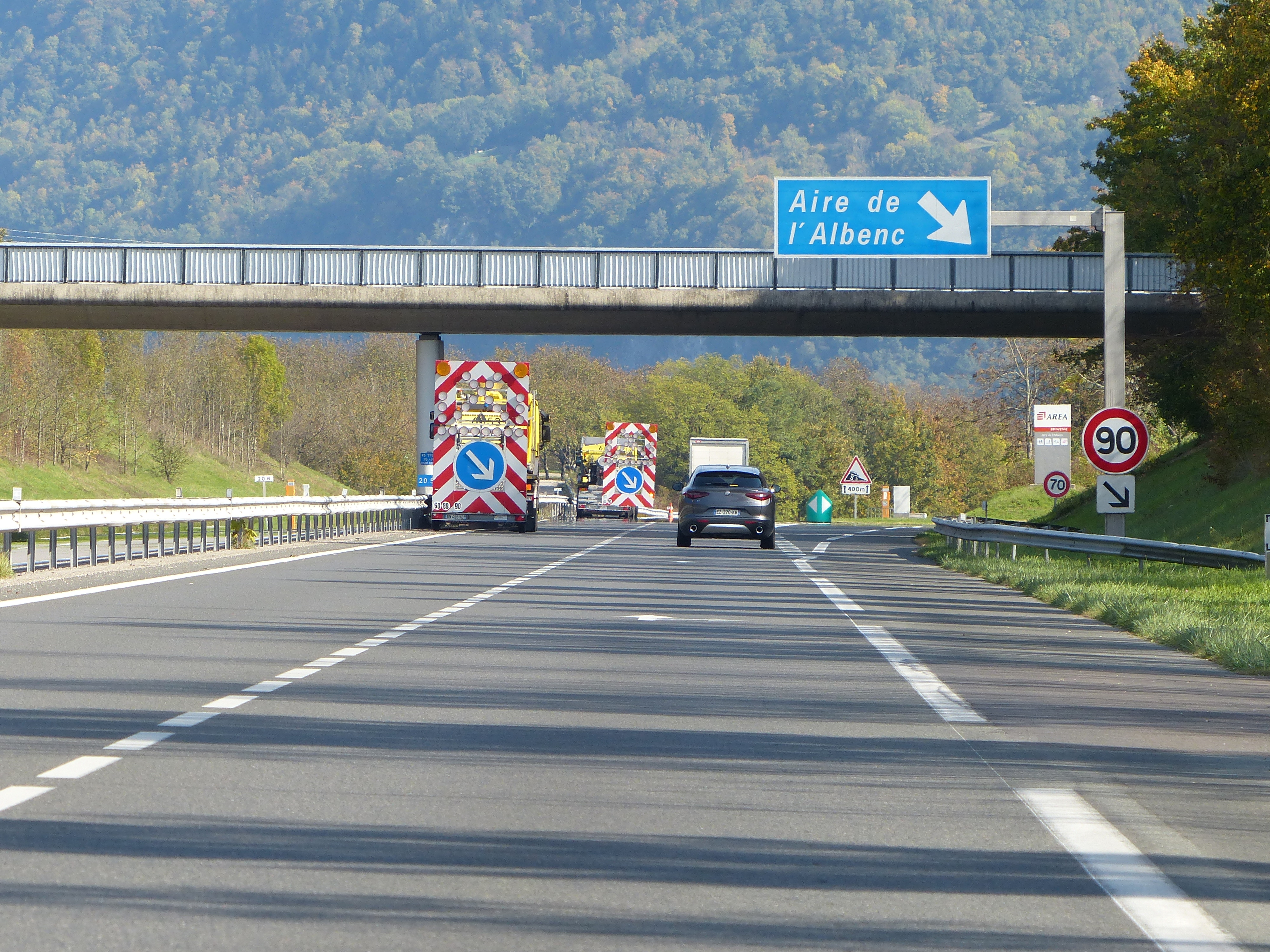
Entrée de l'aire de repos de l'Albenc sur l'A49.

La route départementale 1092 (RD1092), qui relie Romans-sur-Isère et Voiron, se dénommait avant son déclassement route nationale 92. Cette voie traverse le bourg et le territoire communal selon un axe nord-est - sud-ouest.
L'autoroute A49 qui traverse la commune possède une sortie toute proche à Vinay et héberge une aire de repos située sur le territoire communal, portant le nom de la commune de l'Albenc.

#### Transports routiers
Le transport interurbain est assuré via le réseau Cars Région Isère, dépendant de la région Auvergne-Rhône-Alpes et rassemblant tous les transporteurs. Le territoire de L'Albenc est ainsi desservie par les lignes :
- ligne VIN04 du réseau Transisère : Cognin-les-Gorges ↔ Rovon ↔ Saint-Gervais ↔ Vinay ;
- ligne CSA08 du réseau Transisère : Saint-Marcellin ↔ Tullins ↔  La Côte-Saint-André ;
- ligne MAR13 du réseau Transisère : Poliénas ↔ L'Albenc ↔ Vinay ↔ Saint-Marcellin ;
- ligne VIN08 du réseau Transisère : Chantesse ↔ L'Albenc ↔ Vinay ;
- ligne 5200 du réseau Transisère: Saint-Marcellin ↔ Moirans ↔ Grenoble ;
- ligne SJM03 : Saint-Gervais ↔ Poliénas ↔ Saint-Jean-de-Moirans.

#### Transports ferroviaires
L'ancienne gare SNCF de l'Albenc ayant été fermée [Quand ?], les habitants souhaitant rejoindre le réseau ferré des transports express régionaux  peuvent se rendre aux gares suivantes via la ligne no 61 des TER Rhône-Alpes : (Grenoble - Valence) :
- Vinay (à 4 km) ;
- Poliénas (à 7,5 km).

## Urbanisme

### Typologie
Au 1er janvier 2024, L'Albenc est catégorisée bourg rural, selon la nouvelle grille communale de densité à sept niveaux définie par l'Insee en 2022.
Elle appartient à l'unité urbaine de Saint-Marcellin, une agglomération intra-départementale regroupant huit  communes, dont elle est une commune de la banlieue,,. Par ailleurs la commune fait partie de l'aire d'attraction de Grenoble, dont elle est une commune de la couronne,. Cette aire, qui regroupe 204 communes, est catégorisée dans les aires de 700 000 habitants ou plus (hors Paris),.

### Occupation des sols
L'occupation des sols de la commune, telle qu'elle ressort de la base de données européenne d’occupation biophysique des sols Corine Land Cover (CLC), est marquée par l'importance des territoires agricoles (76,6 % en 2018), en diminution par rapport à 1990 (81,8 %). La répartition détaillée en 2018 est la suivante : 
cultures permanentes (48 %), zones agricoles hétérogènes (20,7 %), forêts (14,7 %), terres arables (7,9 %), zones urbanisées (5,6 %), eaux continentales (3,2 %). L'évolution de l’occupation des sols de la commune et de ses infrastructures peut être observée sur les différentes représentations cartographiques du territoire : la carte de Cassini (XVIIIe siècle), la carte d'état-major (1820-1866) et les cartes ou photos aériennes de l'IGN pour la période actuelle (1950 à aujourd'hui).

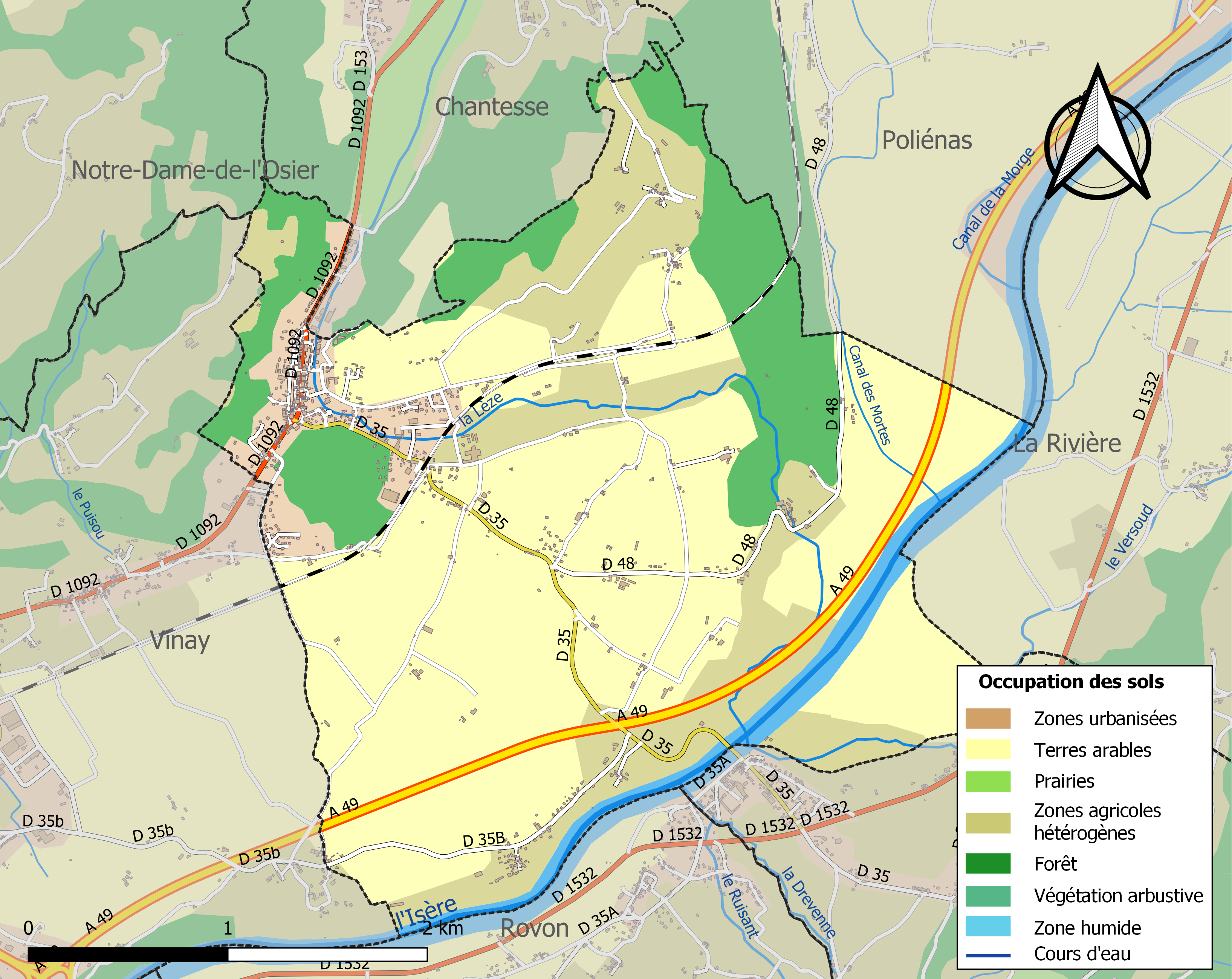
Carte des infrastructures et de l'occupation des sols de la commune en 2018 (CLC).

### Hameaux, leux-dits et écarts
Hameaux de Chapuisière et de la Pierre Brune.
Sur la rive gauche de l'Isère :
- Les Verts et l'Île Frappat sont les deux lieux-dits de ce côté de la rivière. C'est sur cette zone que passe le Versoud avant de se jeter dans l'Isère. Ces deux lieux ne sont pas habités.

Sur la rive droite :
- Cette rive abrite toutes les zones d'habitations du village, elles sont réparties sur plusieurs hameaux dont le centre du village le long de la RD 1092. Parmi les autres hameaux se trouvent l'Etournel, la Croix Rouge, la Bouchetière (dont la majeure partie se trouve dans la commune de Vinay), la Caminière, la Riquetière…

### Risques naturels et technologiques

#### Risques sismiques
Pour un article plus général, voir Risque sismique dans l'Isère.
L'ensemble du territoire de la commune de L'Albenc est situé en zone de sismicité no 4 (sur une échelle de 1 à 5), en limite de la zone no 3 qui se situe vers l'ouest et le nord-ouest du département de l'Isère.
| Type de zone | Niveau            | Définitions (bâtiment à risque normal) |
| ------------ | ----------------- | -------------------------------------- |
| Zone 4       | Sismicité moyenne | accélération = 1,6 m/s2                |

## Toponymie
Plusieurs hypothèses essaient d'expliquer l'origine du nom de cette commune.[évasif] Albenc pourrait être une altération du mot alpenc, on retrouve dans ce dernier les Alpes dont le nom est apparu dès le Ier siècle av. J.-C. et qui est issu d'une racine celtique ou pré-celtique alp désignant une hauteur, une montagne. L'alternance entre le B et le P étant assez courante, l' Alpenc serait alors devenue l' Albenc. La terminaison du nom en -enc est d'origine ligure et désignerait la proximité ou l'appartenance. Ainsi l' Alb-enc voudrait littéralement dire à proximité de la montagne[réf. nécessaire].
Une seconde hypothèse se réfère à l'occitan albenc, éclatant de blancheur, du latin albus, blanc. Couleur de la neige qui pouvait à l'époque recouvrir les sommets environnants ou du sable qui constitue le sous-sol du village, ? Plus vraisemblablement la teinte des peupliers blancs (alba en occitan) du bord de l'Isère.

## Histoire
Pour un article plus général, voir Histoire de l'Isère.

### Moyen Âge
Aux alentours de l'an 1070, le seigneur Jocelyn II revient de la Motte aux Bois. Après avoir traversé le hameau de l'Alben, il suit le chemin le long des marais de Cras en direction de Castro Novo, situé sur les terres de Poliénas.
Jocelyn fait bâtir à la Motte-aux-Bois une chapelle pour y déposer les reliques de saint Antoine l'Égyptien. Il a honoré le vœu prononcé par son défunt père, Guillaume le Cornu.
Quelques années plus tard, s'élève à cet endroit une forteresse en pierres, construite et agrandie par les barons de Châteauneuf qui succédèrent à Jocelyn jusqu'au XVIe siècle. Bâti au sommet de la colline, protégé par deux enceintes, le château ne fut pris pour la première fois qu'au cours des guerres de Religion.
Au début du XIIe siècle, un hameau important prospère au lieu-dit de Meyrins, en direction de Chapuisière. Là se trouve l'église paroissiale Saint-Eusèbe. Il ne reste aucune trace du bâtiment qui figure dans le pouillé de 1497.
À la fin du XIVe siècle, l'église Sainte-Marie-de-l'Albenc dirigée par le curé Cappellanus est mentionnée pour la première fois. Elle comporte neuf chapelles. Au XVe siècle, Meyrins est rattaché à l'Albenc. Les deux églises ne forment plus qu'une seule paroisse, dépendante de l'évêché de Grenoble. Ses revenus s'élèvent à cent florins.
Le château de Peccatière a dû être édifié à partir de la fin du XVe siècle. Il porte le nom de ses premiers propriétaires, une riche famille apparue dans la région en 1490 : les Peccat.

### Autres périodes
Le 25 juillet 2024 vers 19 heures, la carrière de la commune, située sur les flancs du Coteau d'Artets (hameau du Lignet, à la limite des territoires des communes de Saint-Gervais et de L'Albenc), subit un éboulement de grande ampleur,. Tout un pan de la montagne s'écroule en contrebas. La route départementale RD1532, qui voit passer en moyenne 7 000 véhicules par jour, se retrouve ensevelie sous plusieurs mètres de roches. Les premières estimations évoquent des dizaines de milliers de mètres cubes écroulés. D'après le responsable de la carrière, aucun employé ne se trouvait sur place au moment de l'éboulement. Aucune disparition n'a été signalée le soir de la catastrophe.
La chapelle Notre-Dame-d'Armieux qui se situait sur la trajectoire de la zone éboulement et a été complètement ensevelie.

## Politique et administration

### Liste des maires
| Période                                  | Période  | Identité         | Étiquette | Qualité                     |
| ---------------------------------------- | -------- | ---------------- | --------- | --------------------------- |
| Les données manquantes sont à compléter. |          |                  |           |                             |
| 2001                                     | 2014     | Albert Buisson   |           |                             |
| 2014                                     | 2020     | Ghislaine Zamora | UDI       | Salariée du secteur médical |
| 2020                                     | En cours | Albert Buisson   |           |                             |

### Jumelages
En 2015, la commune n'est jumelée avec aucune autre commune.

## Population et société

### Démographie
L'évolution du nombre d'habitants est connue à travers les recensements de la population effectués dans la commune depuis 1793. Pour les communes de moins de 10 000 habitants, une enquête de recensement portant sur toute la population est réalisée tous les cinq ans, les populations de référence des années intermédiaires étant quant à elles estimées par interpolation ou extrapolation. Pour la commune, le premier recensement exhaustif entrant dans le cadre du nouveau dispositif a été réalisé en 2008.

En 2022, la commune comptait 1 275 habitants, en évolution de +5,55 % par rapport à 2016 (Isère : +3,07 %, France hors Mayotte : +2,11 %).
| 1793  | 1800  | 1806  | 1821  | 1831  | 1836  | 1841  | 1846  | 1851  |
| ----- | ----- | ----- | ----- | ----- | ----- | ----- | ----- | ----- |
| 1 061 | 1 086 | 1 112 | 1 186 | 1 094 | 1 332 | 1 323 | 1 382 | 1 335 |

| 1856  | 1861  | 1866  | 1872  | 1876 | 1881 | 1886 | 1891 | 1896 |
| ----- | ----- | ----- | ----- | ---- | ---- | ---- | ---- | ---- |
| 1 218 | 1 156 | 1 145 | 1 005 | 929  | 881  | 903  | 881  | 901  |

| 1901 | 1906 | 1911 | 1921 | 1926 | 1931 | 1936 | 1946 | 1954 |
| ---- | ---- | ---- | ---- | ---- | ---- | ---- | ---- | ---- |
| 851  | 887  | 836  | 724  | 833  | 773  | 740  | 680  | 707  |

| 1962 | 1968 | 1975 | 1982 | 1990 | 1999 | 2006  | 2008  | 2013  |
| ---- | ---- | ---- | ---- | ---- | ---- | ----- | ----- | ----- |
| 679  | 705  | 653  | 751  | 895  | 991  | 1 059 | 1 078 | 1 110 |

| 2018  | 2022  | - | - | - | - | - | - | - |
| ----- | ----- | - | - | - | - | - | - | - |
| 1 279 | 1 275 | - | - | - | - | - | - | - |

### Enseignement
La commune est rattachée à l'académie de Grenoble.
Une école publique dispense l'enseignement primaire à l'Albenc. Lors de l'année scolaire 2009-2010, 148 élèves étaient scolarisés dont 52 en école maternelle et 96 en primaire. Les élèves étaient répartis en six classes. L'enseignement secondaire n'est pas assuré sur le territoire communal, le collège le plus proche est le collège Joseph-Chassigneux à Vinay.
L'école de la ville est gérée par l’inspection générale de l'inspection départementale de l’Éducation nationale 1, rue Joseph-Chanrion à Grenoble.

### Manifestations culturelles et festivités
- Festival de l'Avenir au Naturel (septembre)
- Feux de la Saint-Jean (juin)

### Médias
Historiquement, le quotidien à grand tirage Le Dauphiné libéré consacre, chaque jour, y compris le dimanche, dans son édition du Sud Grésivaudan, un ou plusieurs articles à l'actualité de la ville et de la communauté de communes, ainsi que des informations sur les éventuelles manifestations locales, les travaux routiers, et autres événements divers à caractère local.
La commune est située sur l'aire de diffusion de Radio Ici Isère, une radio publique également diffusée sur tout le territoire du département.

### Cultes
La communauté catholique et l'église de L'Albenc (propriété de la commune) sont rattachées à la paroisse Saint-Joseph-des-deux-rives, elle-même rattachée au diocèse de Grenoble-Vienne.

## Économie

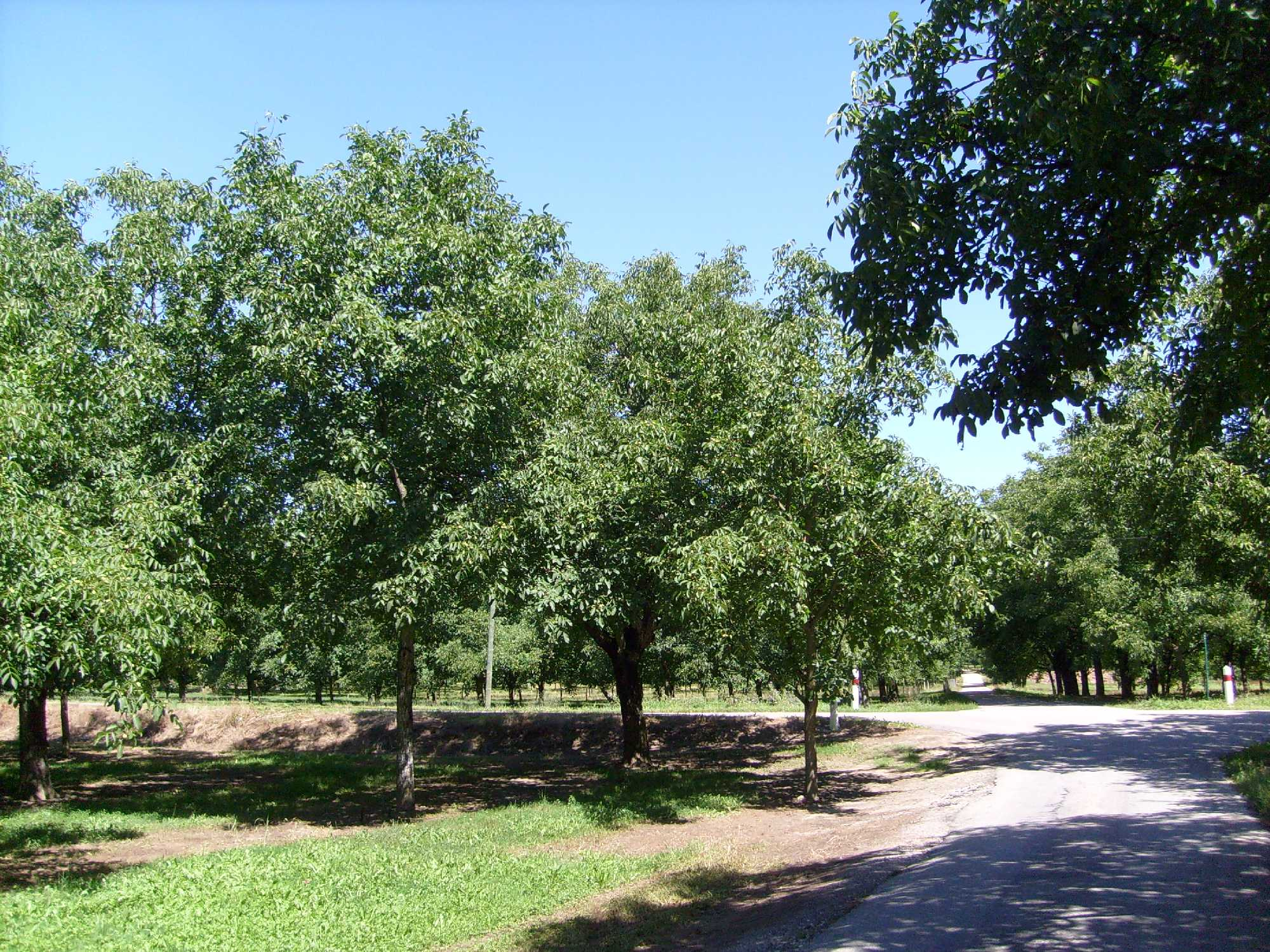
Champs de noyers à L'Albenc.

La commune est une productrice de noix de l'aire de l’appellation protégée noix de Grenoble. Elle a été très touchée par la tempête des 7 et 8 novembre 1982, qui a détruit plus de 11 000 noyers.
Le commune fait partie de l'aire géographique de production et transformation du « Bois de Chartreuse », la première AOC de la filière bois en France.
La commune est active dans l'industrie des transports et du mobilier urbain.

## Culture locale et patrimoine

### Lieux et monuments

#### Châteaux
- Le château de l'Albe, également dénommé château de l'Alba ou encore de Montravel, fait l’objet d’un classement au titre des monuments historiques par arrêté du 28 décembre 1978[33]. Construit sur un éperon rocheux et exposé sur le versant sud, cette bâtisse du XVIe siècle, rénovée et reconstruite au XVIIIe siècle a été inscrite au titre des monuments historiques notamment grâce à ses façades et ses toitures, ses terrasses avec leurs murs de soutènement, sa salle à manger avec sa fontaine et sa cuisine en rez-de-cave ainsi que son grand salon au rez-de-chaussée et la chambre nord-ouest. Elle témoigne de l'architecture utilisée pour la construction de ces nobles demeures flanquées de tours d'angle, comme il en existe beaucoup en Isère. Le château de Montravel a été construit par la famille du Châtelet en 1578, propriétaire du château fort de Poliénas, grâce aux 60 000 florins d'or que celle-ci reçut en dédommagement du démantèlement dudit château ordonné par de Gordes, présentant une menace pour la région car susceptible d'être pris par les protestants. Montravel appartient aujourd'hui encore aux descendants de cette famille, la famille d'Annoux.
- Le château de Châteauneuf de l'Albenc : rasé en 1578 par les catholiques lors de la guerre de religion[Laquelle ?] afin de soumettre cette région en majorité protestante, il n'en reste de nos jours plus que quelques traces observables.
- Le château de Peccatière, détruit dans les années 1970.

#### Le monument aux morts de l'Albenc
Situé près de l'église paroissiale entre deux parkings, le monument aux morts communal est un simple pilier commémoratif se présentant sous la forme d'un obélisque sur socle avec palmes. Il honore la mémoire des morts de la Première Guerre mondiale (1914-1918), de la Seconde Guerre mondiale (1939-1945) et de la guerre d'Algérie (1954-1962).

#### Autres monuments
- L'ancien tribunal.
- Des maisons médiévales telles que la maison Barral-Barillon et la maison Sorrel-Barbier.
- L'église paroissiale Sainte-Marie de 1848, avec sa cloche du XVIe siècle.

### Patrimoine naturel
La commune de l'Albenc a une partie de son territoire classé et protégé au titre des zones naturelles d'intérêt écologique, faunistique et floristique (ZNIEFF) :

#### Pelouse sèche et rochers de Verdun
Cette znieff de type 1 s'étend sur la commune de l'Albenc et de Poliénas. Cet espace est remarquable notamment par la présence de nombreuses espèces d'orchidées protégées et menacées. Celles-ci ont pu se développer sur un sol recouvert d'une pelouse sèche, issue d'une exploitation des sols traditionnelle par fauche unique annuelle ou par pâturage extensif.

#### Zone fonctionnelle de la rivière Isère à l'aval de Meylan
Cette znieff de type 2 comprend tous les territoires de l'Albenc qui borde l'Isère. Malgré une qualité des eaux mise à mal par diverses pollutions issues des industries situées le long du cours inférieur de l'Isère, cette zone possède toutefois une faune et une flore très riche. Cela est dû aux différents écosystèmes qui peuvent être trouvés le long de la rivière, tantôt constitués de zones humides puis de balmes sèches. Pour ce qui est de la faune, les principaux mammifères pouvant être observés sont les campagnols amphibies et les castors d'Europe. Au niveau de l'avifaune, la famille des ardéidés est bien représentée, beaucoup d'autres oiseaux vivent dans cette zone, comme le guêpier d'Europe, la rémiz penduline… De plus la classification de cette zone en ZNIEFF de type 2 permet de mieux préserver ce milieu et s'inscrit dans un plan plus large de la restauration de la qualité de l'eau menée par le schéma directeur d'aménagement et de gestion des eaux du bassin Rhône-Méditerranée-Corse.

### Personnalités liées à la commune
- Nostradamus, médecin et astrologue.
- Pierre Revol (1748-1811), homme politique, député du tiers aux Etats-Généraux.
- Jean Gabriel Marchand (10 décembre 1765 - 12 novembre 1851), général français des armées de la République et de l'Empire et pair de France.
- Félix Penet (1782-1850), homme politique, député de l'Isère, maire de Grenoble de 1830 à 1831, y est né.
- Jean Vinay (1907-1978), peintre.

### Héraldique
| Blason de L'Albenc | Blason  | De gueules au tau cousu d'azur en cher accompagné de trois châteaux donjonnés d'argent, maçonnés de sable, deux en flancs et un en pointe. |
| Blason de L'Albenc | Détails | * Il y a là non-respect de la règle de contrariété des couleurs : ces armes sont fautives (azur sur gueules). Les trois tours représentent probablement les trois châteaux ayant appartenu aux premiers seigneurs de l'Albenc : Châteauneuf, Saint Quentin et la Motte-Saint-Didier. C'est sur l'emplacement de cette motte castrale que fut édifiée l'abbaye de Saint-Antoine. Les trois châteaux pourraient aussi correspondre à ceux de Châteauneuf, de la Marcousse et de Baronnat. La Marcousse était la demeure des seigneurs de Poliénas, vassaux de Châteauneuf. Quant à la famille de Baronnat, elle s'installa à Poliénas au XVe siècle avant d'hériter du titre de baron de Châteauneuf. Il reste encore quelques ruines de ces deux maisons fortes sur la commune voisine. Le statut officiel du blason reste à déterminer. |